# بروغ (حذاء)
البَروغ هو نوع من الأحذية أو الجزمات ذات كعب منخفض يتميز تقليدياً بأجزاء من الجلد المتين متعدد القطع وذو ثقوب زخرفية ويسنن على طول الحواف المرئية للقطعة.